# Stanca Scholz-Cionca
Stanca Scholz-Cionca ist eine rumänisch-deutsche Japanologin.

## Leben
Sie studierte Japanologie, Sinologie und Theaterwissenschaft in München. Nach der Promotion 1989 daselbst mit der Dissertation Aspekte des mittelalterlichen Synkretismus im Bild des Tenman Tenjin im Nô war sie von 1990 bis 1995 wissenschaftliche Assistentin am Institut für Ostasienkunde der LMU. Nach der Habilitation 1996 mit der Arbeit Entstehung und Morphologie des klassischen Kyôgen im 17. Jahrhundert vertrat sie von 1996 bis 1998 die C4-Professur Kultur- und Literatur Japans an der FU Berlin. Von 1998 bis 2000 lehrte sie als Professorin für Kultur Japans an der Universität Oslo. Von 2000 bis 2012 war sie Lehrstuhlinhaberin für Kultur Japans in Trier.

## Schriften (Auswahl)
- Aspekte des mittelalterlichen Synkretismus im Bild des Tenman Tenjin im Nô. Stuttgart 1991, ISBN 3-515-05623-8.
- Entstehung und Morphologie des klassischen Kyōgen im 17. Jahrhundert. Vom mittelalterlichen Theater der Außenseiter zum Kammerspiel des Shogunats. München 1998, ISBN 3-89129-362-3.
- als Herausgeberin: Fünf Theaterstücke aus Japan (1994–2004). München 2008, ISBN 978-3-89129-866-4.
- als Herausgeberin mit Andreas Regelsberger: Japanese theatre transcultural. German and Italian intertwinings. München 2011, ISBN 978-3-86205-026-0.